# Església de Sant Francesc (Tortosa)
L'Església de Sant Francesc és un edifici del municipi de Tortosa (Baix Ebre) protegit com a bé cultural d'interès local. Forma un conjunt amb un  calvari adossat al flanc de la muntanya del Sitjar, als barris de Santa Clara i del Garrofer.

## Descripció
L'església conserva només de la seva estructures original la part superior de la façana, ja que la inferior i l'interior han estat modernament remodelats en ésser utilitzada primer com a guarderia i després com a centre d'activitats municipal. A la planta es conserva la porta d'entrada original, que en principi era lateral respecte al cos de l'església. Aquesta és mig punt adovellada. A la resta de mur s'obren dues portes allindanades i dues finestres rectangulars; totes elles modernes. En el nivell superior, una finestra d'arc de mig punt sobre la porta principal. Com a remat superior, un petita cornisa sostinguda per permòdols decoratius sobre la qual es troben les teules de canal.
L'arrebossat està molt deteriorat, deixant veure la maçoneria i el maó del mur. El calvari, per la seva banda, es troba en mal estat de conservació i tampoc s'utilitza. L'accés es troba en el mur de prolongació de la façana de l'església. A l'interior, les capelles d'estructura classicista i frontó triangular, es distribueixen en nivells situats a diferent alçada i separats per escales. La decoració interior de les capelles ha desaparegut.
Cal anotar però que l'antiga església està sent rehabilitada per l'Ajuntament de Tortosa des de l'any 2011.